# (34212) 2000 QZ68
2000 QZ68 (asteroide 34212) é um asteroide da cintura principal. Possui uma excentricidade de 0.08766870 e uma inclinação de 2.92221º.
Foi descoberto no dia 28 de agosto de 2000 por John Broughton em Reedy Creek.